# Karamay (quận)
Khu Karamay (tiếng Trung: 克拉玛依区; bính âm: Kèlāmǎyī qū, Hán Việt: Khắc Lạp Mã Y thị; Uyghur: قاراماي رايونى‎, ULY: Qaramay Rayoni, UPNY: K̡aramay Rayoni?) là một khu (quận) của địa cấp thị Karamay, khu tự trị Tân Cương, Trung Quốc.

### Nhai đạo
- Thiên Sơn Lộ (天山路街道)
- Tiểu Quải Hương (小拐乡街道)
- Côn Lôn Lộ (昆仑路街道)
- Ngân Hà Lộ (银河路街道)
- Kim Long Trấn (金龙镇街道)
- Ngũ Ngũ Tân Trấn (五五新镇街道)

### Hương
- Tiểu Quải (小拐乡)